# Theodor Haller (Journalist)
Theodor Haller (* 2. April 1915; † 30. Juni 2003 in Javea) war ein Schweizer Journalist, der für Radio, Fernsehen und Zeitungen aus Grossbritannien berichtete.

## Leben
Theodor Haller war studierter Historiker. 1947 wurde er vom Schweizer Radio als Reporter eingestellt. Er arbeitete in London und wurde als Voice of England bekannt. Von 1950 an berichtete er auch für Schweizer Zeitungen aus London. Zwischen 1958 und 1983 (ausser 1979) kommentierte er für das Fernsehen DRS den Eurovision Song Contest und royale Ereignisse wie die Krönung Elisabeths II. oder die Hochzeit zwischen Prinz Charles und Prinzessin Diana («Lady Di»). In seiner eigenen Sendung Big Ben berichtete Haller in den 1960er-Jahren für das Schweizer Fernsehen regelmässig aus Grossbritannien.
Als Haller 1981 pensioniert wurde, zog er nach Spanien. Im Jahre 1982 wurde er Officer des Order of the British Empire. 1986 hatte er ein Comeback als Fernsehkommentator zur königlichen Hochzeit von Prince Andrew und Sarah Ferguson. 1988 veröffentlichte Haller seine Autobiografie Unbekannter Nachbar England.

## Schriften
- This way, please! Eine heitere Anleitung zum richtigen Gebrauch der Engländer. F. Reinhardt Verlag, Basel 1952.
- Unbekannter Nachbar England. AT-Verlag, Stuttgart/Aarau 1988, ISBN 3-85502-308-5.